# ホンダ・クロスツアー
クロスツアー（Crosstour、歌詩図）は、本田技研工業が生産・販売していたクロスオーバーSUVである。
発売当初はアコード クロスツアー（Accord Crosstour）として販売されていたが、2012年モデルからアコードの名が外されて独立車種となった。

## 概要
2009年7月、アメリカン・ホンダモーターは同年秋にフルサイズクロスオーバー「アコードクロスツアー」を販売することを発表した。価格帯とサイズはパイロットの上位モデルに当たる。
アコードセダンをベースとしたファストバックスタイルの5ドアハッチバックで、なだらかなルーフラインと大型のフロントグリルが特徴である。同時期発売のクロスオーバーとしてアキュラ・ZDXがあるが、プラットフォームから異なり、それぞれのブランドイメージに沿った性格付けと仕様設定がされている。
パワートレーンは当初はJ35A型 V6 3.5L SOHC i-VTEC VCMと5速ATとの組み合わせのみであった。FFと4WDがあり、4WDは「リアルタイム4WD」仕様である。
アメリカ、カナダ、メキシコ、ロシア、韓国、中国（2010年10月30日から）で販売されていた。生産はアメリカ・オハイオ州のイーストリバティ工場および中国・広州にて行われていた。
アメリカにおける販売は振るわず、2010年には年35,000台であった目標販売台数を年30,000台に下方修正している。また、2011年1-7月期の販売台数は11,518台であり、前年同期の15,655台からさらに減少している。
2012年モデルでは、直4 2.4L DOHC i-VTECエンジンを搭載するFFのEXとEX-Lグレードが追加された。
2013年モデルにてフェイスリフトを受け、エクステリア、インテリアデザインがリフレッシュされた。V6車では「EARTH DREAMS TECHNOLOGY」と称する技術を導入し改良した3.5L SOHC i-VTEC 直噴 VCM（3気筒と6気筒の2段階）が新たに搭載され、前モデルよりパワー（7hp）、燃費が向上した。トランスミッションも、V6車はパドルシフト付6速ATが新たに採用された。リアビューカメラ、広角ドアミラーが全モデル標準となり、上位モデルでは前方衝突警報（FCW）、車線逸脱警報（LDW）、LaneWatchブラインドスポットディスプレイなどが新たに搭載される。
2016年、生産と販売終了。

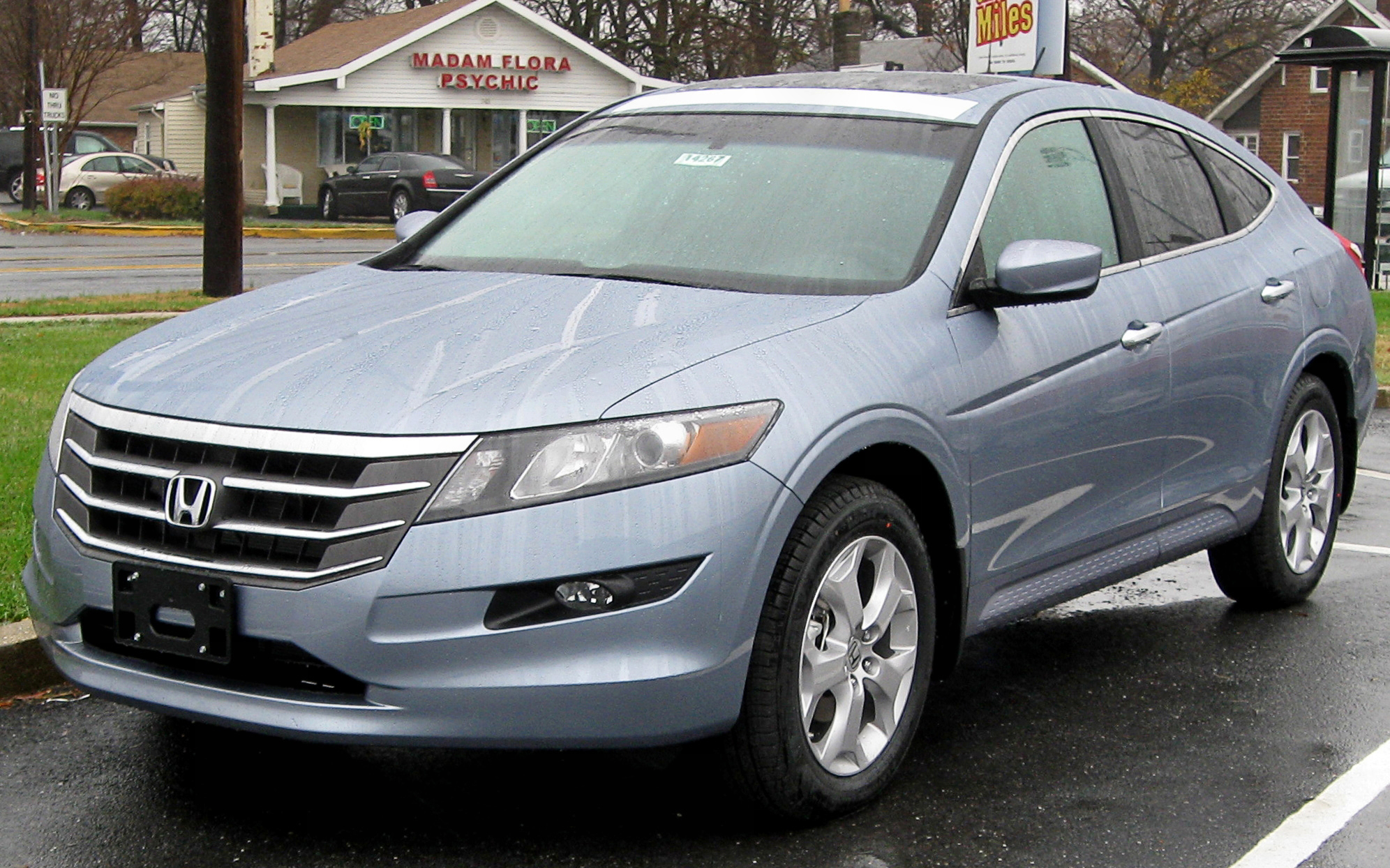
前期型
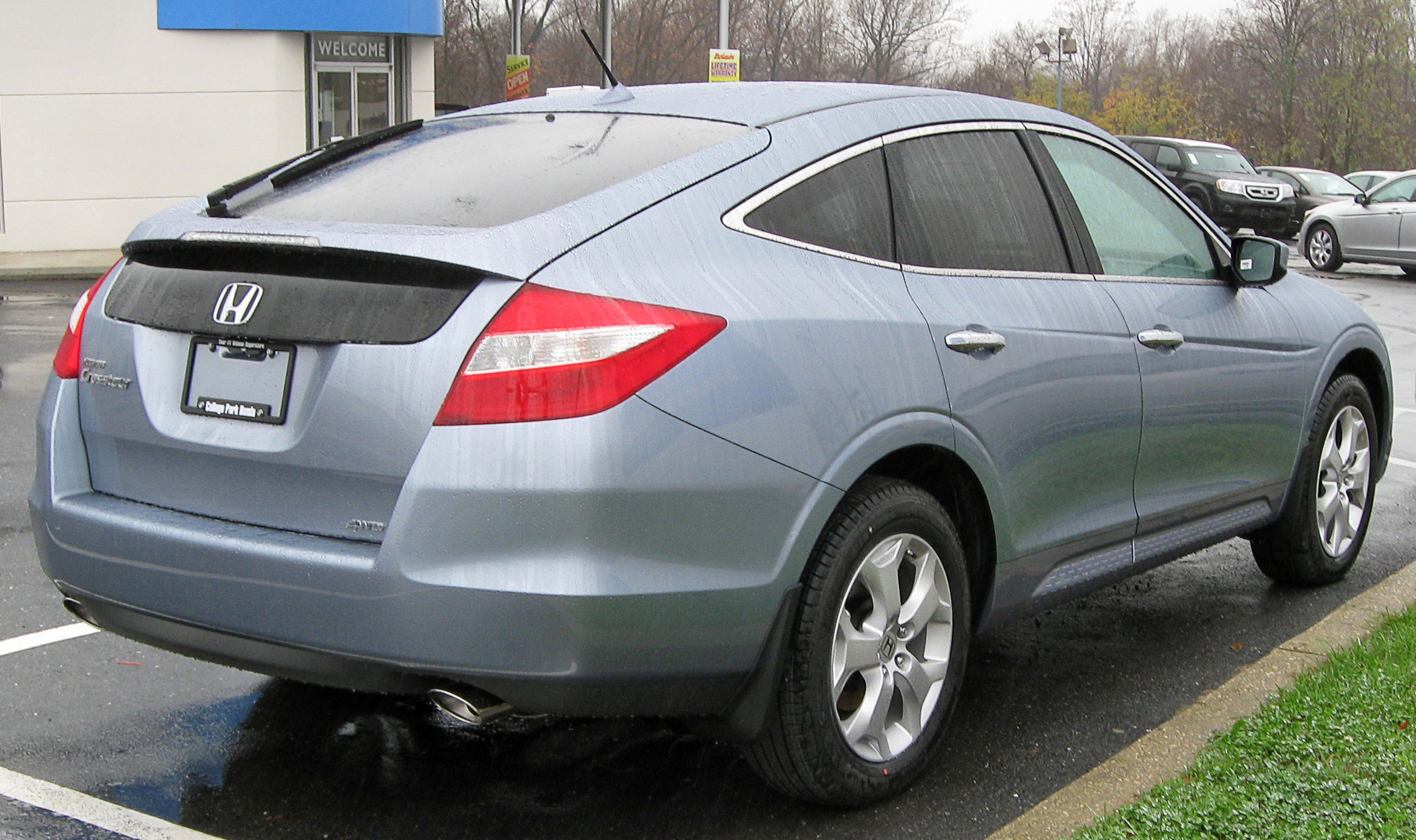
前期型リア